# Рикардо Джусти
Рикардо Джусти (на испански: Ricardo Giusti) е аржентински футболист, полузащитник.

## Кариера
Роден е в семейство на имигранти от Италия в село Албарелос, близо до град Аройо Секо, провинция Санта Фе. Джусти започва кариерата си в Нюелс Олд Бойс. От 1975 г. до 1978 г. изиграва 108 мача и вкарва 10 гола за тях.
Привлечен е в Архентинос Хуниорс, където става партньор на изгряващата звезда на световния футбол Диего Марадона. Един сезон с „червените бръмбари“ потвърждава високото ниво на играта му и Архентинос Хуниорс става трамплин за трансфер в Индепендиенте. Там играе повече от 10 години. През това време той 2 пъти става шампион на Аржентина, а през 1984 г. печели Копа Либертадорес, Междуамериканската купа, Междуконтиненталната купа.
От 1983 г. започва да играе за националния отбор на Аржентина. Първият голям турнир за него е Копа Америка от 1983 г. Много по-успешни за Джусти са световните първенства. През 1986 г. става световен шампион. През 1990 г. изиграва само 4 мача - пропуска първите 2 мача в груповата фаза, а след това, трудния полуфинал с Италия. Аржентина губи финала от Германия и заема само второ място. Това е последният турнир за Джусти в националния отбор.
През 1987 г. той влиза в топ десетте играчи на Южна Америка.

## Отличия

### Отборни
Индепендиенте
- Примера дивисион: 1983 (М), 1988/89
- Копа Либертадорес: 1984
- Междуконтинентална купа: 1984

### Международни
Аржентина
- Световно първенство по футбол: 1986